# Eks socken
Eks socken i Västergötland ingick i Vadsbo härad, ingår sedan 1971 i Mariestads kommun och motsvarar från 2016 Eks distrikt.
Socknens areal är 27,36 kvadratkilometer varav 27,18 land. År 2000 fanns här 241 invånare.  Godset Stora Ek samt sockenkyrkan Eks kyrka ligger i socknen.

## Administrativ historik
Socknen har medeltida ursprung.  
Vid kommunreformen 1862 övergick socknens ansvar för de kyrkliga frågorna till Eks församling och för de borgerliga frågorna bildades Eks landskommun. Landskommunen uppgick 1952 i Ullervads landskommun som 1971 uppgick i Mariestads kommun. Församlingen uppgick 2009 i Ullervads församling.
1 januari 2016 inrättades distriktet Ek, med samma omfattning som församlingen hade 1999/2000.  
Socknen har tillhört län, fögderier, tingslag och domsagor enligt vad som beskrivs i artikeln Vadsbo härad. De indelta soldaterna tillhörde Skaraborgs regemente, Norra Vadsbo kompani och Livregementets husarer, Vadsbo skvadron, Vadsbo kompani.

## Geografi
Eks socken ligger söder om Mariestad med Tidan i öster. Socknen är en odlad slättbygd i öster med skogsmark i väster. 

## Fornlämningar
Tre boplatser från stenåldern är funna. Från järnåldern finns ett stensättningar och domarringar. En runsten finns vid vägen till Mariestad. 

## Namnet
Namnet skrevs 1397 Eeg och kommer från kyrkbyn/godset. Namnet innehåller ek, syftande på ett enstaka träd eller ett trädbestånd.